# Vincenzo Cerulli
Vincenzo Cerulli (né le 20 avril 1859 à Teramo, dans les Abruzzes – mort le 30 mai 1927 à Merate) était un astronome italien qui possédait un observatoire privé à Teramo.

## Biographie
Cerulli compila un catalogue d'étoiles avec Elia Millosevich. Il observa également Mars et proposa une théorie selon laquelle les canaux martiens n'étaient qu'une illusion d'optique, théorie qui se confirma par la suite.
Il découvrit un astéroïde, (704) Interamnia, qui est désigné d'après le nom latin de Teramo, et qui est remarquable pour son diamètre assez important d'environ 350 km, ce qui fait de lui un des plus grands corps de la ceinture d'astéroïdes traditionnelle.
Un cratère de 130 km sur Mars porte son nom, ainsi que les astéroïdes (366) Vincentina et (31028) Cerulli.
| (704) Interamnia | 2 octobre 1910 |